# Parajapyx maiusculella
Parajapyx maiusculella är en urinsektsart som beskrevs av Filippo Silvestri 1948. Parajapyx maiusculella ingår i släktet Parajapyx och familjen Parajapygidae. Inga underarter finns listade i Catalogue of Life.